# Israel Oludotun Ransome-Kuti
Pour les articles homonymes, voir Ransome et Kuti.
Israel Oludotun Ransome-Kuti est un ecclésiastique et un pédagogue nigérian.

## Biographie
Israel Oludotun Ransome-Kuti né à Abeokuta, dans l'État d'Ogun, de Josiah Ransome-Kuti et Bertha Anny Olubi. Il a fait ses études primaires et secondaires respectivement à la Lagos Grammar School et à l'Abeokuta Grammar School avant de se rendre au Fourah Bay College, à Freetown, où il a fait ses études de premier cycle. Après avoir obtenu son diplôme du Fourah Bay College, Israël est retourné au Nigeria en 1916 pour commencer sa carrière, d'abord comme professeur de classe à l'Abeokuta Grammar School jusqu'en 1918, date à laquelle il a quitté sa ville natale. Il a été nommé directeur de l'Ijebu Ode Grammar School pendant treize ans et a ensuite fondé l'Association of Headmasters of Ijebu Schools en 1926. En 1931, Israël a été nommé président de la toute nouvelle Union des enseignants du Nigeria, poste qu'il a occupé jusqu'à sa retraite en 1954 Kuti Hall, l'une des résidences de l'Université d'Ibadan ouverte en 1954, porte le nom d'Israël Oludotun Ransome-Kuti,.

## Décès
Le 6 avril 1955, Israël meurt d'une maladie liée au cancer à sa résidence d'Abeokuta, dans l'État d'Ogun.